# Cầu lông tại Đại hội Thể thao Đông Nam Á 2011
Cầu lông tại Đại hội Thể thao Đông Nam Á năm 2011 diễn ra tại Nhà thi đấu Istora Senayan, thuộc Khu liên hợp thể thao Senayan, thành phố Jakarta, Indonesia, từ ngày 12 đến ngày 19 tháng 11 năm 2011. 
Chương trình thi đấu có bảy nội dung chính thức: đơn nam, đơn nữ, đôi nam, đôi nữ, đôi nam–nữ, đồng đội nam và đồng đội nữ. Đoàn chủ nhà Indonesia giành vị trí nhất toàn đoàn với 5 huy chương vàng

## Tóm tắt kết quả

### Bảng huy chương
| Hạng               | Đoàn               | Vàng | Bạc | Đồng | Tổng số |
| ------------------ | ------------------ | ---- | --- | ---- | ------- |
| 1                  | Indonesia          | 5    | 4   | 2    | 11      |
| 2                  | Thái Lan           | 1    | 2   | 6    | 9       |
| 3                  | Singapore          | 1    | 0   | 4    | 5       |
| 4                  | Malaysia           | 0    | 1   | 2    | 3       |
| Tổng số (4 đơn vị) | Tổng số (4 đơn vị) | 7    | 7   | 14   | 28      |

### Kết quả
| Đơn nam      | Simon Santoso · Indonesia | Tanongsak Saensomboonsuk · Thái Lan | Derek Wong · Singapore |  |  |  |
| Đơn nam      | Simon Santoso · Indonesia | Tanongsak Saensomboonsuk · Thái Lan | Taufik Hidayat · Indonesia |  |  |  |
| Đơn nữ       | Fu Mingtian · Singapore | Adriyanti Firdasari · Indonesia | Porntip Buranaprasertsuk · Thái Lan |  |  |  |
| Đơn nữ       | Fu Mingtian · Singapore | Adriyanti Firdasari · Indonesia | Ratchanok Intanon · Thái Lan |  |  |  |
|              | | | |  |  |  |
| Đôi nam      | Indonesia · Mohammad Ahsan · Bona Septano | Indonesia · Markis Kido · Hendra Setiawan | Malaysia · Goh V Shem · Lim Khim Wah |  |  |  |
| Đôi nam      | Indonesia · Mohammad Ahsan · Bona Septano | Indonesia · Markis Kido · Hendra Setiawan | Thái Lan · Patiphat Chalardchaleam · Nipitphon Phuangphuapet |  |  |  |
| Đôi nữ       | Indonesia · Anneke Feinya Agustin · Nitya Krishinda Maheswari | Indonesia · Nadya Melati · Vita Marissa | Thái Lan · Duanganong Aroonkesorn · Kunchala Voravichitchaikul |  |  |  |
| Đôi nữ       | Indonesia · Anneke Feinya Agustin · Nitya Krishinda Maheswari | Indonesia · Nadya Melati · Vita Marissa | Singapore · Yao Lei · Shinta Mulia Sari |  |  |  |
| Đôi nam nữ   | Indonesia · Tontowi Ahmad · Liliyana Natsir | Thái Lan · Sudket Prapakamol · Saralee Thungthongkam | Thái Lan · Songphon Anugritayawon · Kunchala Voravichitchaikul |  |  |  |
| Đôi nam nữ   | Indonesia · Tontowi Ahmad · Liliyana Natsir | Thái Lan · Sudket Prapakamol · Saralee Thungthongkam | Indonesia · Muhammad Rijal · Debby Susanto |  |  |  |
|              | | | |  |  |  |
| Đồng đội nam | Indonesia · Simon Santoso · Bona Septano · Mohammad Ahsan · Tommy Sugiarto · Hendra Setiawan · Markis Kido · Dionysius Hayom Rumbaka · Taufik Hidayat · Muhammad Rijal · Tontowi Ahmad                                                       | Malaysia · Liew Daren · Lim Khim Wah · Goh V Shem · Mohamad Arif Abdul Latif · Mak Hee Chun · Ong Soon Hock · Chong Wei Feng · Mohd Lutfi Zaim Abdul Khalid · Ong Jian Guo · Goh Soon Huat                              | Thái Lan · Tanongsak Saensomboonsuk · Sudket Prapakamol · Songphon Anugritayawon · Suppanyu Avihingsanon · Maneepong Jongjit · Bodin Isara · Pakkawat Vilailak · Pisit Poodchalat · Patiphat Chalardchaleam · Nipitphon Phuangphuapet |  |  |  |
| Đồng đội nam | Indonesia · Simon Santoso · Bona Septano · Mohammad Ahsan · Tommy Sugiarto · Hendra Setiawan · Markis Kido · Dionysius Hayom Rumbaka · Taufik Hidayat · Muhammad Rijal · Tontowi Ahmad                                                       | Malaysia · Liew Daren · Lim Khim Wah · Goh V Shem · Mohamad Arif Abdul Latif · Mak Hee Chun · Ong Soon Hock · Chong Wei Feng · Mohd Lutfi Zaim Abdul Khalid · Ong Jian Guo · Goh Soon Huat                              | Singapore · Derek Wong · Liu Yi · Terry Yeo · Ashton Chen · Chayut Triyachart · Huang Chao · Ngo Yi Chye · Johnathan Tang · Gerald Ong · Jeffrey Wong                                                                                 |  |  |  |
| Đồng đội nữ  | Thái Lan · Porntip Buranaprasertsuk · Duanganong Aroonkesorn · Kunchala Voravichitchaikul · Ratchanok Intanon · Savitree Amitrapai · Saralee Thungthongkam · Sapsiree Taerattanachai · Salakjit Ponsana · Nitchaon Jindapol · Nessara Somsri | Indonesia · Lindaweni Fanetri · Anneke Feinya Agustin · Nitya Krishinda Maheswari · Adriyanti Firdasari · Vita Marissa · Liliyana Natsir · Bellaetrix Manuputty · Maria Febe Kusumastuti · Nadya Melati · Debby Susanto | Malaysia · Tee Jing Yi · Vivian Hoo · Woon Khe Wei · Lyddia Cheah · Marylen Ng · Lim Yin Loo · Soniia Cheah Su Ya · Lai Pei Jing · Chong Sook Chin · Yang Li Lian                                                                     |  |  |  |
| Đồng đội nữ  | Thái Lan · Porntip Buranaprasertsuk · Duanganong Aroonkesorn · Kunchala Voravichitchaikul · Ratchanok Intanon · Savitree Amitrapai · Saralee Thungthongkam · Sapsiree Taerattanachai · Salakjit Ponsana · Nitchaon Jindapol · Nessara Somsri | Indonesia · Lindaweni Fanetri · Anneke Feinya Agustin · Nitya Krishinda Maheswari · Adriyanti Firdasari · Vita Marissa · Liliyana Natsir · Bellaetrix Manuputty · Maria Febe Kusumastuti · Nadya Melati · Debby Susanto | Singapore · Gu Juan · Yao Lei · Shinta Mulia Sari · Fu Mingtian · Chen Jiayuan · Vanessa Neo · Xing Aiying · Liang Xiaoyu · Thng Ting Ting                                                                                            |  |  |  |